# Parabomis anabensis
Parabomis anabensis är en spindelart som beskrevs av Lawrence 1928. Parabomis anabensis ingår i släktet Parabomis och familjen krabbspindlar.
Artens utbredningsområde är Namibia. Inga underarter finns listade i Catalogue of Life.